# Credo del fusilero

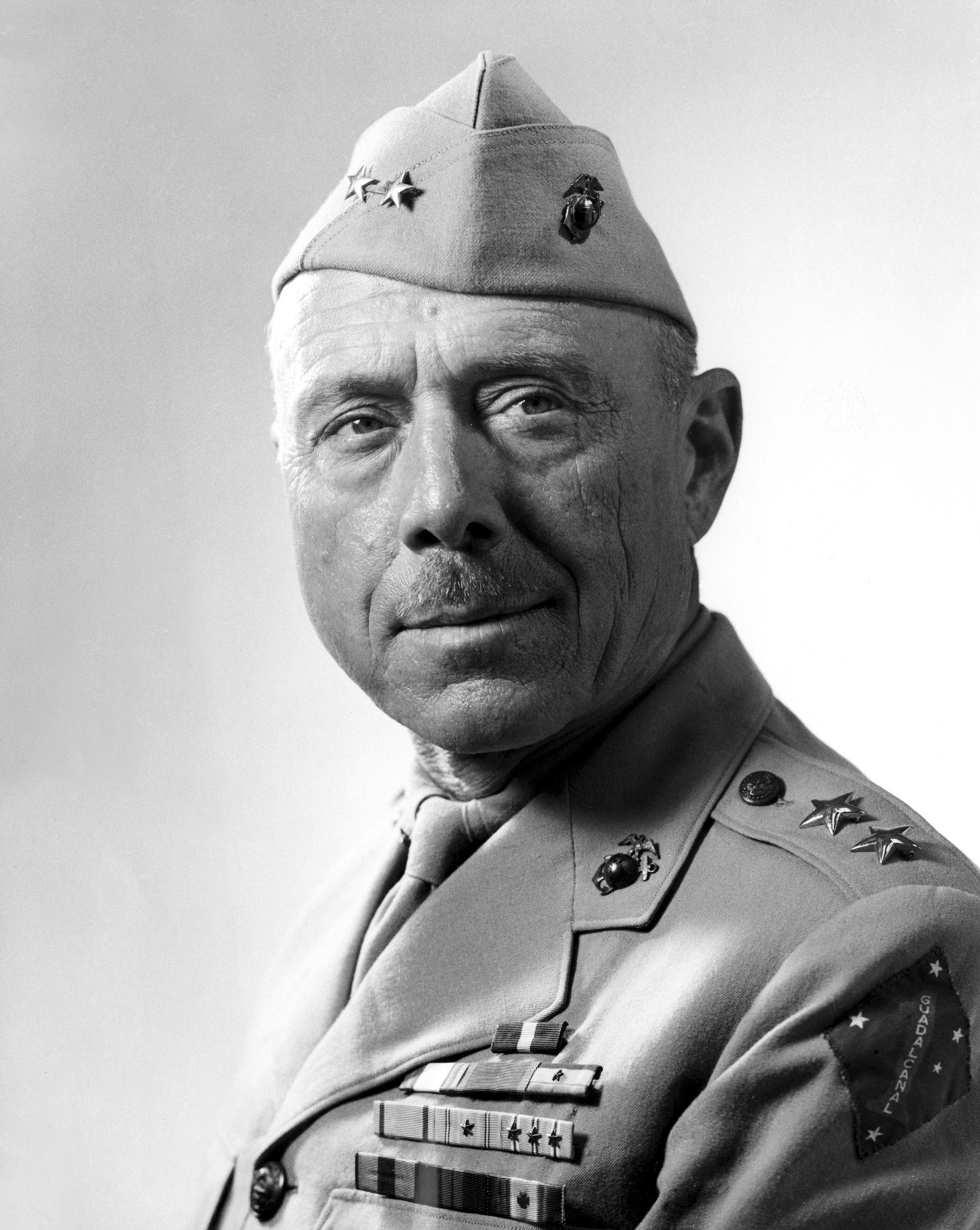
Mayor general William H. Rupertus, creador del Credo del Fusilero.

El Credo del Fusilero (también conocido como "Mi Fusil" o "El Credo del Marine de los Estados Unidos) es una parte básica de la doctrina del Cuerpo de Marines de los Estados Unidos. Lo escribió el mayor general William H. Rupertus probablemente a finales de 1941 o a principios de 1942. Antiguamente, todo recluta de los marines debía aprenderse el credo durante su formación. Sin embargo, en los últimos años, el credo ha sido relegado a las últimas páginas de la guía estándar de entrenamiento de reclutas y su memorización ya no se considera una doctrina para los reclutas. Se han desarrollado versiones diferentes y más concisas del credo desde sus primeros días, pero las más cercanas a la versión original siguen siendo las más aceptadas.

## Texto actual
| This is my rifle. There are many like it, but this one is mine. My rifle is my best friend. It is my life. I must master it as I must master my life. Without me, my rifle is useless. Without my rifle, I am useless. I must fire my rifle true. I must shoot straighter than my enemy who is trying to kill me. I must shoot him before he shoots me. I will ... My rifle and I know that what counts in war is not the rounds we fire, the noise of our burst, nor the smoke we make. We know that it is the hits that count. We will hit ... My rifle is human, even as I, because it is my life. Thus, I will learn it as a brother. I will learn its weaknesses, its strength, its parts, its accessories, its sights and its barrel. I will keep my rifle clean and ready, even as I am clean and ready. We will become part of each other. We will ... Before God, I swear this creed. My rifle and I are the defenders of my country. We are the masters of our enemy. We are the saviors of my life. So be it, until victory is America's and there is no enemy, but peace! |

## Traducción al Español
| Este es mi fusil. Existen muchos otros iguales pero este es el mío. Mi fusil es mi mejor amigo. Mi fusil es mi vida. Debo dominarlo tanto como domino mi vida. Sin mí, mi fusil es inútil. Sin mi fusil, yo soy inútil. Debo disparar mi fusil bien. Debo disparar mi fusil certeramente. Debo disparar con más puntería que cualquier enemigo que esté intentando matarme. Debo dispararle antes de que él me dispare. Lo haré... Mi fusil y yo sabemos que lo que cuenta en la guerra no son las balas que disparamos, el ruido de nuestra explosión ni el humo que hacemos. Sabemos que son los aciertos los que cuentan. Acertaremos... Mi fusil es humano, tanto como yo, porque es mi vida. Lo conoceré y aprenderé a usarlo como un hermano. Aprenderé sus debilidades, sus puntos fuertes, sus partes, sus accesorios, sus miras y su cañón. Mantendré mi fusil limpio y listo, incluso cuando yo esté limpio y listo. Nos volveremos parte uno del otro. Y lo haremos ... Ante Dios juro este credo. Mi fusil y yo somos los defensores de mi país. Somos los domadores de nuestro enemigo. Somos los que salvamos mi vida. ¡Que así sea, hasta que la victoria sea de Estados Unidos y no haya enemigo, sino paz! |